# 1 000 kilomètres de Fuji 1985
Navigation
Édition précédente Édition suivante
Les 1 000 kilomètres de Fuji 1985, disputées le 6 octobre 1985 sur le Fuji Speedway, ont été la dix-neuvième édition de cette épreuve, la neuvième manche du Championnat du monde des voitures de sport 1985  et la cinquième manche du Championnat du Japon de sport-prototypes 1985.

## La course

### Classement de la course
Voici le classement officiel au terme de la course,,.
- Les premiers de chaque catégorie du championnat du monde sont signalés par un fond jaune.
- Les voitures ne réussissant pas à parcourir 75% de la distance du gagnant sont non classées (NC).

| Pos  | Classe | no  | Écurie                              | Pilotes                                           | Châssis                             | Pneus | Tours | Temps                                     |
| Pos  | Classe | no  | Écurie                              | Pilotes                                           | Moteur                              | Pneus | Tours | Temps                                     |
| ---- | ------ | --- | ----------------------------------- | ------------------------------------------------- | ----------------------------------- | ----- | ----- | ----------------------------------------- |
| 1    | C1     | 28  | Hoshino Racing                      | Kazuyoshi Hoshino Akira Hagiwara Keiji Matsumoto  | March 85G                           | B     | 62    | 2 h 01 min 10 s 790                       |
| 1    | C1     | 28  | Hoshino Racing                      | Kazuyoshi Hoshino Akira Hagiwara Keiji Matsumoto  | Nissan VG30ET 3,0 l V6 Turbo        | B     | 62    | 2 h 01 min 10 s 790                       |
| 2    | C1     | 12  | Panasport Japan                     | Osamu Nakako Akio Morimoto Emanuele Pirro         | LeMans LM05C (ja)                   | B     | 61    | + 1 tour                                  |
| 2    | C1     | 12  | Panasport Japan                     | Osamu Nakako Akio Morimoto Emanuele Pirro         | Nissan VG30ET 3,0 l V6 Turbo        | B     | 61    | + 1 tour                                  |
| 3    | C1     | 36  | Tom's                               | Satoru Nakajima Masanori Sekiya                   | Tom's 85C                           | B     | 61    | + 1 tour                                  |
| 3    | C1     | 36  | Tom's                               | Satoru Nakajima Masanori Sekiya                   | Toyota 4T-GT 2,1 l I4 Turbo         | B     | 61    | + 1 tour                                  |
| 4    | C1     | 45  | Auto Beaurex Motorsport             | Naoki Nagasaka Taku Akaike                        | Tom's 85C                           | D     | 61    | + 1 tour                                  |
| 4    | C1     | 45  | Auto Beaurex Motorsport             | Naoki Nagasaka Taku Akaike                        | Toyota 4T-GT 2,1 l I4 Turbo         | D     | 61    | + 1 tour                                  |
| 5    | C1     | 50  | Hasemi Motor Sport (ja)             | Masahiro Hasemi Takao Wada                        | March 85G                           | D     | 60    | + 2 tours                                 |
| 5    | C1     | 50  | Hasemi Motor Sport (ja)             | Masahiro Hasemi Takao Wada                        | Nissan VG30ET 3,0 l V6 Turbo        | D     | 60    | + 2 tours                                 |
| 6    | C1     | 60  | Trust Racing Team                   | Vern Schuppan George Fouché Keiichi Suzuki        | Porsche 956                         | D     | 60    | + 2 tours                                 |
| 6    | C1     | 60  | Trust Racing Team                   | Vern Schuppan George Fouché Keiichi Suzuki        | Porsche Type-935 2,6 l Flat-6 Turbo | D     | 60    | + 2 tours                                 |
| 7    | C1     | 35  | Misaki Speed                        | Toshio Suzuki Kaoru Hoshino                       | Tom's 85C                           | B     | 59    | + 3 tours                                 |
| 7    | C1     | 35  | Misaki Speed                        | Toshio Suzuki Kaoru Hoshino                       | Toyota 4T-GT 2,1 l I4 Turbo         | B     | 59    | + 3 tours                                 |
| 8    | C1     | 30  | Central 20 Racing Team              | Aguri Suzuki Haruhito Yanagida                    | Lola T810 (en)                      | D     | 59    | + 3 tours                                 |
| 8    | C1     | 30  | Central 20 Racing Team              | Aguri Suzuki Haruhito Yanagida                    | Nissan VG30ET 3,0 l V6 Turbo        | D     | 59    | + 3 tours                                 |
| 9    | C1     | 38  | Dome Motorsport                     | Geoff Lees Eje Elgh                               | Dome 85C                            | D     | 58    | + 4 tours                                 |
| 9    | C1     | 38  | Dome Motorsport                     | Geoff Lees Eje Elgh                               | Toyota 4T-GT 2,1 l I4 Turbo         | D     | 58    | + 4 tours                                 |
| 10   | C1     | 37  | Team Ikuzawa                        | Tiff Needell James Weaver                         | Tom's 85C                           | D     | 57    | + 5 tours                                 |
| 10   | C1     | 37  | Team Ikuzawa                        | Tiff Needell James Weaver                         | Toyota 4T-GT 2,1 l I4 Turbo         | D     | 57    | + 5 tours                                 |
| 11   | GTU    | 175 | Trust Racing Team (ja)              | Mitsutake Koma Ryuusaku Hitomi                    | Toyota Celica                       | B     | 57    | + 5 tours                                 |
| 11   | GTU    | 175 | Trust Racing Team (ja)              | Mitsutake Koma Ryuusaku Hitomi                    | Toyota 2,0 l I4 Atmo                | B     | 57    | + 5 tours                                 |
| 12   | GTP    | 172 | Top Fuel Racing                     | Norimasa Sakamoto Hironobu Tatsumi                | Mazda RX-7 855                      | B     | 56    | + 6 tours                                 |
| 12   | GTP    | 172 | Top Fuel Racing                     | Norimasa Sakamoto Hironobu Tatsumi                | Mazda 13B 1,3 l Turbo 2-Rotor       | B     | 56    | + 6 tours                                 |
| 13   | C1     | 57  | Rays Racing Division                | Hitoshi Ogawa Tsunehisa Asai                      | Tom's 84C (ja)                      | D     | 56    | + 6 tours                                 |
| 13   | C1     | 57  | Rays Racing Division                | Hitoshi Ogawa Tsunehisa Asai                      | Toyota 4T-GT 2,1 l I4 Turbo         | D     | 56    | + 6 tours                                 |
| 14   | C2     | 84  | Auto Beaurex Motorsport             | Kazuo Mogi Toshio Motohashi                       | Lotec M1C                           | Y     | 55    | + 7 tours                                 |
| 14   | C2     | 84  | Auto Beaurex Motorsport             | Kazuo Mogi Toshio Motohashi                       | BMW M88 3,5 l I6 Atmo               | Y     | 55    | + 7 tours                                 |
| 15   | GTX    | 174 | OZ Racing                           | Kenji Seino Mutsuo Kazama                         | Mazda RX-7 254                      | D     | 54    | + 8 tours                                 |
| 15   | GTX    | 174 | OZ Racing                           | Kenji Seino Mutsuo Kazama                         | Mazda 13B 1,5 l 2-Rotor             | D     | 54    | + 8 tours                                 |
| 16   | GTX    | 173 | Mazda Sport Car Club                | Iwao Sugai Hiroshi Sugai                          | Mazda RX-7 254                      | D     | 50    | + 12 tours                                |
| 16   | GTX    | 173 | Mazda Sport Car Club                | Iwao Sugai Hiroshi Sugai                          | Mazda 13B 1,5 l 2-Rotor             | D     | 50    | + 12 tours                                |
| Abd. | C2     | 96  | Mr. S Racing Product                | Syuuji Fujii Seiichi Sodeyama Tooru Sawada        | Mishima Auto 84C                    | D     | 51    | Accident                                  |
| Abd. | C2     | 96  | Mr. S Racing Product                | Syuuji Fujii Seiichi Sodeyama Tooru Sawada        | BMW M88 3,5 l I6 Atmo               | D     | 51    | Accident                                  |
| Abd. | C1     | 25  | Advan Sports Nova                   | Kunimitsu Takahashi Kenji Takahashi               | Porsche 962C                        | Y     | 34    | Problèmes électriques                     |
| Abd. | C1     | 25  | Advan Sports Nova                   | Kunimitsu Takahashi Kenji Takahashi               | Porsche Type-935 2,6 l Flat-6 Turbo | Y     | 34    | Problèmes électriques                     |
| Abd. | C2     | 100 | Chevron Racing John Bartlett Racing | Robin Smith (de) Kenneth Leim Martin Birrane (en) | Chevron B62                         | A     | 11    | Retrait dû aux conditions météorologiques |
| Abd. | C2     | 100 | Chevron Racing John Bartlett Racing | Robin Smith (de) Kenneth Leim Martin Birrane (en) | Ford Cosworth DFV 3,0 l V8 Atmo     | A     | 11    | Retrait dû aux conditions météorologiques |
| Abd. | C1     | 27  | FromA Racing                        | Jiro Yoneyama Hideki Okada                        | Porsche 956                         | D     | 10    | Retrait dû aux conditions météorologiques |
| Abd. | C1     | 27  | FromA Racing                        | Jiro Yoneyama Hideki Okada                        | Porsche Type-935 2,6 l Flat-6 Turbo | D     | 10    | Retrait dû aux conditions météorologiques |
| Abd. | C2     | 98  | Roy Baker Promotion Ford            | Roy Baker David Andrews                           | Tiga GC285                          | A     | 10    | Turbo                                     |
| Abd. | C2     | 98  | Roy Baker Promotion Ford            | Roy Baker David Andrews                           | Ford Cosworth BDT 1,8 l I4 Turbo    | A     | 10    | Turbo                                     |
| Abd. | C1     | 7   | New Man Joest Racing                | "John Winter" Paolo Barilla Marc Duez             | Porsche 956B                        | D     | 9     | Retrait dû aux conditions météorologiques |
| Abd. | C1     | 7   | New Man Joest Racing                | "John Winter" Paolo Barilla Marc Duez             | Porsche Type-935 2,6 l Flat-6 Turbo | D     | 9     | Retrait dû aux conditions météorologiques |
| Abd. | C1     | 14  | Richard Lloyd Racing                | Kenny Acheson Johnny Dumfries                     | Porsche 956 GTi                     | G     | 9     | Retrait dû aux conditions météorologiques |
| Abd. | C1     | 14  | Richard Lloyd Racing                | Kenny Acheson Johnny Dumfries                     | Porsche Type-935 2,6 l Flat-6 Turbo | G     | 9     | Retrait dû aux conditions météorologiques |
| Abd. | C1     | 34  | Kreepy Krauly Racing Cosmik Racing  | Christian Danner Costas Los Anders Olofsson       | March 84G                           | Y     | 9     | Retrait dû aux conditions météorologiques |
| Abd. | C1     | 34  | Kreepy Krauly Racing Cosmik Racing  | Christian Danner Costas Los Anders Olofsson       | Porsche Type-956 2.6 L Turbo Flat-6 | Y     | 9     | Retrait dû aux conditions météorologiques |
| Abd. | C2     | 85  | Mazdaspeed                          | Yoshimi Katayama Takashi Yorino                   | Mazda 737C                          | D     | 8     | Retrait dû aux conditions météorologiques |
| Abd. | C2     | 85  | Mazdaspeed                          | Yoshimi Katayama Takashi Yorino                   | Mazda 13B 1,3 l 2-Rotor             | D     | 8     | Retrait dû aux conditions météorologiques |
| Abd. | C2     | 86  | Mazdaspeed                          | Yojiro Terada David Kennedy                       | Mazda 737C                          | D     | 8     | Retrait dû aux conditions météorologiques |
| Abd. | C2     | 86  | Mazdaspeed                          | Yojiro Terada David Kennedy                       | Mazda 13B 1,3 l 2-Rotor             | D     | 8     | Retrait dû aux conditions météorologiques |
| Abd. | C1     | 33  | John Fitzpatrick Racing             | Jo Gartner Michael Roe                            | Porsche 956B                        | Y     | 6     | Retrait dû aux conditions météorologiques |
| Abd. | C1     | 33  | John Fitzpatrick Racing             | Jo Gartner Michael Roe                            | Porsche Type-935 2,6 l Flat-6 Turbo | Y     | 6     | Retrait dû aux conditions météorologiques |
| Abd. | C1     | 48  | Alpha Cubic Racing Team             | Noritake Takahara Chiyomi Totani                  | Porsche 956B                        | B     | 6     | Retrait dû aux conditions météorologiques |
| Abd. | C1     | 48  | Alpha Cubic Racing Team             | Noritake Takahara Chiyomi Totani                  | Porsche Type-935 2,6 l Flat-6 Turbo | B     | 6     | Retrait dû aux conditions météorologiques |
| Abd. | C1     | 51  | TWR Jaguar                          | John Nielsen Mike Thackwell                       | Jaguar XJR-6                        | D     | 4     | Retrait dû aux conditions météorologiques |
| Abd. | C1     | 51  | TWR Jaguar                          | John Nielsen Mike Thackwell                       | Jaguar 6,2 l V12 Atmo               | D     | 4     | Retrait dû aux conditions météorologiques |
| Abd. | C1     | 52  | TWR Jaguar                          | Hans Heyer Steve Soper                            | Jaguar XJR-6                        | D     | 4     | Retrait dû aux conditions météorologiques |
| Abd. | C1     | 52  | TWR Jaguar                          | Hans Heyer Steve Soper                            | Jaguar 6,2 l V12 Atmo               | D     | 4     | Retrait dû aux conditions météorologiques |
| Abd. | C1     | 23  | Cheetah Automobiles Switzerland     | Bernard de Dryver Laurent Ferrier                 | Cheetah G604                        | D     | 3     | Retrait dû aux conditions météorologiques |
| Abd. | C1     | 23  | Cheetah Automobiles Switzerland     | Bernard de Dryver Laurent Ferrier                 | Aston Martin-Tickford 5,3 l V8 Atmo | D     | 3     | Retrait dû aux conditions météorologiques |
| Abd. | C1     | 8   | New Man Joest Racing                | "John Winter" Paul Belmondo Mauricio de Narváez   | Porsche 956                         | D     | 2     | Retrait dû aux conditions météorologiques |
| Abd. | C1     | 8   | New Man Joest Racing                | "John Winter" Paul Belmondo Mauricio de Narváez   | Porsche Type-935 2,6 l Flat-6 Turbo | D     | 2     | Retrait dû aux conditions météorologiques |
| Abd. | C1     | 1   | Rothmans Porsche                    | Jochen Mass Jacky Ickx                            | Porsche 962C                        | D     | 0     | Retrait dû aux conditions météorologiques |
| Abd. | C1     | 1   | Rothmans Porsche                    | Jochen Mass Jacky Ickx                            | Porsche Type-935 2,6 l Flat-6 Turbo | D     | 0     | Retrait dû aux conditions météorologiques |
| Abd. | C1     | 2   | Rothmans Porsche                    | Hans-Joachim Stuck Derek Bell                     | Porsche 962C                        | D     | 0     | Retrait dû aux conditions météorologiques |
| Abd. | C1     | 2   | Rothmans Porsche                    | Hans-Joachim Stuck Derek Bell                     | Porsche Type-935 2,6 l Flat-6 Turbo | D     | 0     | Retrait dû aux conditions météorologiques |
| Abd. | C2     | 74  | Gebhardt Motorsport                 | Stanley Dickens Frank Jelinski John Graham        | Gebhardt JC853                      | A     | 0     | Retrait dû aux conditions météorologiques |
| Abd. | C2     | 74  | Gebhardt Motorsport                 | Stanley Dickens Frank Jelinski John Graham        | Ford Cosworth DFV 3,0 l V8 Atmo     | A     | 0     | Retrait dû aux conditions météorologiques |
| Np.  | C1     | 47  | Garage Italiya (ja)                 | Henri Pescarolo Lucio Cesario                     | Lancia LC2                          | D     | -     | Retrait dû aux conditions météorologiques |
| Np.  | C1     | 47  | Garage Italiya (ja)                 | Henri Pescarolo Lucio Cesario                     | Ferrari 308C 3,0 l V8 Turbo         | D     | -     | Retrait dû aux conditions météorologiques |
| Nq.  | C2     | 99  | Roy Baker Promotions Ford           | Roy Baker Bill Bean                               | Tiga GC284                          | A     | -     |                                           |
| Nq.  | C2     | 99  | Roy Baker Promotions Ford           | Roy Baker Bill Bean                               | Ford Cosworth BDT 1,8 l I4 Turbo    | A     | -     |                                           |
| Nq.  | GTU    | 176 | Norikura Engineering                | Yoshimasa Fujiwara Makio Nonaka Junichi Igura     | Nissan Silvia                       | B     | -     |                                           |
| Nq.  | GTU    | 176 | Norikura Engineering                | Yoshimasa Fujiwara Makio Nonaka Junichi Igura     | Nissan 2,0 l I6 Atmo                | B     | -     |                                           |

## Pole position et record du tour
- Pole position :  Hans-Joachim Stuck (Rothmans Porsche) en 1 min 15 s 920
- Meilleur tour en course :

## À noter
- Longueur du circuit : 4,470 km
- Distance parcourue : 273,420 km